# Microchilo syndyas
Microchilo syndyas là một loài bướm đêm trong họ Crambidae.